# Lee Chang-hwan
Lee Chang-hwan (n. 16 februarie 1982, Ansan, Coreea de Sud) este un arcaș ce a reprezentat Coreea de Sud, medaliat olimpic. A participat la o ediție a Jocurilor Olimpice (2008) în care a câștigat o medalie de aur.